# Bol de Sanko

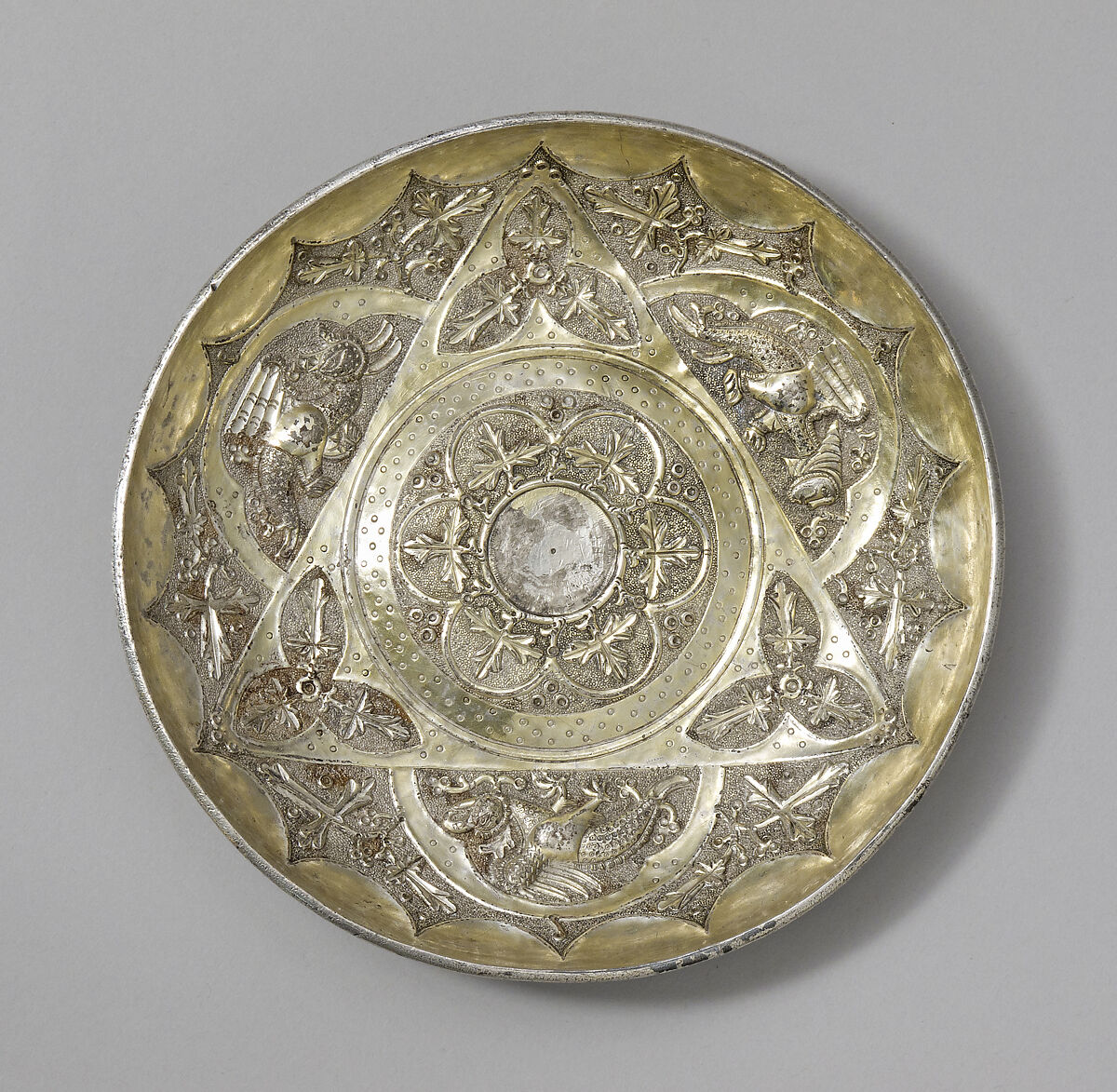
Bol de Sanko

Le bol de Sanko est un bol en argent doré, orné de décorations martelées et incisées. Il est conservé au Metropolitan Museum de New York et présente une apparence rustique rappelant les bols de la tradition française. Originaire de la Bosnie médiévale, il illustre le style bosniaque dans l’art du métal de cette époque. Ce bol est attribué à Sanko Miltenović (1335-1372), seigneur de Hum et courtisan du roi bosniaque Tvrtko I Kotromanić. Une inscription y est gravée, invoquant la Sainte Trinité, mentionnant le propriétaire ("sija čaša Sinakova") et formulant un vœu de bonheur pour ceux qui y boivent, tout en rappelant de ne pas oublier les pauvres.